# The Goodboys
The Goodboys – polski zespół powstały pod koniec 2007 roku w Częstochowie.

## Historia
Zespół powstał z inicjatywy Marka Jackowskiego (założyciel i kompozytor zespołu Maanam) oraz Janusza „Yaninę” Iwańskiego (m.in. Tie Break, Soyka & Yanina). Wystąpił na 46. KFPP OPOLE 2009 w koncercie Premier z piosenką "Kochaj mnie i daj mi siebie"; oraz w koncercie SuperDuety, gdzie wykonał piosenkę "Oprócz błękitnego nieba" (wraz z Kasią Cerekwicką). Jesienią 2009 roku zespół wydał singiel na którym znalazły się trzy piosenki z debiutanckiej płyty zespołu.
19 czerwca 2010 roku ukazał się album zatytułowany po prostu "The Goodboys". Na płycie znalazło się 15 utworów w większości autorstwa Marka i Janusza ”Yaniny” Iwańskiego. Gościem specjalnym, który zaśpiewał z The Goodboys jest Gianni Dominici.

## Dyskografia
- 2009 - The Goodboys / PROMO CD
- 2010 - The Goodboys